# Металева церква (Спітак)

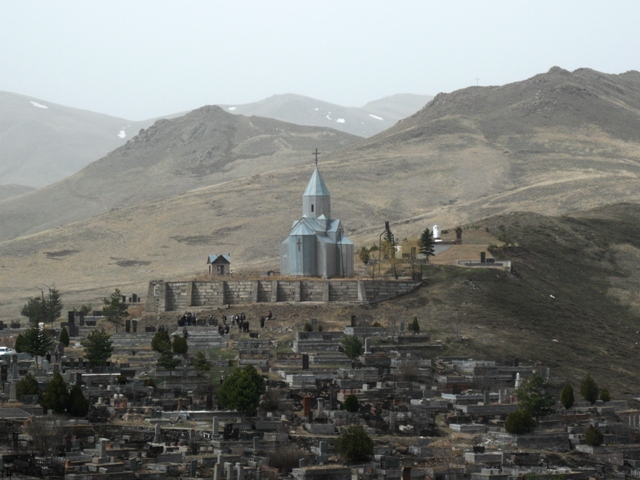
Церква і кладовище

Металева церква (вірм. Մետաղե եկեղեցի) — церква на околиці міста Спітак Лорійського району Вірменії, побудована з металу.

## Історія
Церкву побудовано на пагорбі кладовища, де поховано багато жертв Спітакського землетрусу 1988 року. Матеріал споруди — олово.